# Gaultheria brevistipes
Gaultheria brevistipes là một loài thực vật có hoa trong họ Thạch nam. Loài này được (C.Y.Wu & T.Z.Hsu) R.C.Fang mô tả khoa học đầu tiên năm 1999.